# Rally Costa de Almería de 1986
El Rally Costa de Almería de 1986 fue la vigésima edición del citado rally, llevando por primera vez el nombre que hasta hoy se conserva. Se celebró entre el 23 y el 24 de agosto de 1986, coincidiendo con la  y contó con un itinerario de ocho tramos diferentes cronometrados sobre asfalto, sobre los que se hicieron dos o tres pasadas, divididos en dos secciones. En esta ocasión, el tramo denominado como Castala haría su primera aparición en el rally. Contó con un coeficiente 3, y fue puntuable para la Copa de España de rally. Dio comienzo en el Paseo de Almería, en pleno centro de la ciudad de Almería, siendo la llegada del evento y la entrega de premios en Roquetas de Mar, junto al concesionario de Peugeot en la localidad, mientras que el punto de reunión entre las dos secciones se encontró en El Ejido.
Se inscribieron a este rally un total de 43 equipos, pero solamente 31 de ellos tomarían la salida. Entre los participantes se contraba el piloto uruguayo Gustavo Trelles, que acabaría llegando al WRC, aunque se retiraría tras el primer tramo. Los participantes protestaron enérgicamente en contra de los horarios para los que se había planificado esta prueba, ya que durante las fechas elegidas el calor era extremo, provocando multitud de fallos mecánicos y temperaturas elevadísimas dentro de los coches participantes.
El ganador de la prueba fue el piloto Miguel Martínez, que se impuso por apenas un segundo al siguiente participante, superando las numerosas averías que sufrió durante la competición, entre ellas los colectores de escape y varias correas de alternador. De esta manera, se convirtió en el primer competidor local en ganar el rally.
El piloto Juan Velasco se enfrentó a la reclamación de otro piloto que dudaba de que el coche cumpliera con la reglamentación, aunque no resultó fructífera.

## Itinerario
| Día       | Tramo | Nombre                   | Distancia | Hora  | Ganador                 | Tiempo | Vel. media | Líder rally     | Imagen |
| --------- | ----- | ------------------------ | --------- | ----- | ----------------------- | ------ | ---------- | --------------- | ------ |
| 23 agosto | A1    | Ricaveral AL-3407        | 10 km     | 17:39 | Juanjo Castillo         |        |            | Juanjo Castillo |        |
| 23 agosto | A2    | Alboloduy AL-1075        | 5,8 km    | 18:13 | Miguel Martínez Sánchez |        |            |                 |        |
| 23 agosto | A3    | Íllar                    | 6,7 km    | 18:43 | Jose Ramón de Miguel    |        |            |                 |        |
| 23 agosto | A4    | El Marchal de Enix A-391 | 26,15 km  | 18:57 | Miguel Martínez Sánchez |        |            |                 |        |
| 23 agosto | A5    | Ricaveral AL-3407        | 10 km     | 20:27 | Juanjo Castillo         |        |            |                 |        |
| 23 agosto | A6    | Alboloduy AL-1075        | 5,8 km    | 21:01 | Miguel Martínez Sánchez |        |            |                 |        |
| 23 agosto | A7    | Íllar                    | 6,7 km    | 21:31 | Jose Ramón de Miguel    |        |            |                 |        |
| 23 agosto | A8    | El Marchal de Enix A-391 | 26,15 km  | 21:45 | Juanjo Castillo         |        |            |                 |        |
| 24 agosto | B1    | El Ejido A-358 - AL-4302 | 4,4 km    | 01:10 | Juanjo Castillo         |        |            |                 |        |
| 24 agosto | B2    | La Trinchera A-347       | 7,2 km    | 01:41 | Jose Ramón de Miguel    |        |            |                 |        |
| 24 agosto | B3    | Castala AL-5401          | 4,1 km    | 02:06 | Jose Ramón de Miguel    |        |            |                 |        |
| 24 agosto | B4    | Río Chico AL-5300        | 5 km      | 02:30 | Juanjo Castillo         |        |            |                 |        |
| 24 agosto | B5    | El Ejido A-358 - AL-4302 | 4,4 km    | 03:07 | Miguel Martínez Sánchez |        |            |                 |        |
| 24 agosto | B6    | La Trinchera A-347       | 7,2 km    | 03:38 | Miguel Martínez Sánchez |        |            |                 |        |
| 24 agosto | B7    | Castala AL-5401          | 4,1 km    | 04:03 | Miguel Martínez Sánchez |        |            |                 |        |
| 24 agosto | B8    | Río Chico AL-5300        | 5 km      | 04:27 | Jose Ramón de Miguel    |        |            |                 |        |
| 24 agosto | B9    | El Ejido A-358 - AL-4302 | 4,4 km    | 05:05 | Jose Ramón de Miguel    |        |            |                 |        |
| 24 agosto | B10   | La Trinchera A-347       | 7,2 km    | 05:36 | Jose Ramón de Miguel    |        |            |                 |        |
| Fuente    |       |                          |           |       |                         |        |            |                 |        |

## Clasificación final
| Pos.    | Piloto                  | Copiloto                   | Automóvil                | Tiempo  | Diferencia     |
| ------- | ----------------------- | -------------------------- | ------------------------ | ------- | -------------- |
| 1.      | Miguel Martínez Sánchez | Enrique Guisado            | SEAT 124 2000            | 1:46:37 |                |
| 2.      | Jose Ramón de Miguel    | Serafín Vaz                | Renault 5 GT Turbo       | 1:46:38 | +1             |
| 3.      | Juanjo Castillo         | F. Siles                   | SEAT 124 2000            | 1:48:24 | +1:47          |
| 4.      | José Luis Toril         | Petra Boquoi               | FIAT Ritmo Abarth 130 TC | 1:48:53 | +2:16          |
| 5.      | Diego Montañés          | Juan Montañés              | Renault 5 GT Turbo       | 1:50:16 | +3:39          |
| 6.      | Juan Velasco            | Manuel Rodríguez Caballero | Opel Kadett GSI          | 1:50:27 | +3:50          |
| 7.      | López                   |                            | Renault 5 GT Turbo       | 1:51:14 | +4:37          |
| 8.      | Manuel Buil             | Antonio Sánchez Segura     | SEAT Fura Crono          | 1:52:10 | +5:33          |
| 9.      | García                  | Garbín                     | Renault 5 Copa           | 1:52:52 | +6:15          |
| 10.     | José Romero             | José Márquez               | Citroën Visa GTi         | 1:53:47 | +7:10          |
| 11.     | Juan Valdubieco         | Sánchez                    | FIAT Uno Turbo           | 1:55:47 | +9:10          |
| 12.     | F. L. López             | Pérez Rubín                | SEAT 124 2000            | 1:58:15 | +11:38         |
| 13.     | Góngora                 | Alonso                     | SEAT 124 2000            | 1:59:41 | +13:04         |
| 14.     | Ernesto Pérez           | Adolfo Kind                | Renault 5 GT Turbo       | 1:59:45 | +13:08         |
| 15.     | José Gallardo           | Alcaide                    | Citroën Visa Trophée     | 2:01:43 | +15:06         |
| 16.     | Rafael Ruiz             | Ruiz                       | Citroën Visa GTi         | 2:07:00 | +20:23         |
| 17.     | Manrique                |                            | SEAT 124                 | 2:07:33 | +20:56         |
| 18.     | Julio Tejero            | Alicia Pérez               | SEAT 127                 | 2:12:21 | +25:44         |
| 19.     | Ramón Fuentes Segura    | Valentín Torres            | SEAT Panda 45            | 2:12:46 | +26:09         |
| 20.     | Rodríguez               | Miralles                   | Talbot                   | 2:13:15 | +26:38         |
| 21.     | Gil                     | Escánez                    | FIAT Uno 45S             | 2:15:38 | +29:01         |
| 22.     | Fernández               | Linares                    | SEAT Panda 45            | 2:15:39 | +29:02         |
| 23.     | López                   | Sánchez                    | SEAT 127                 | 2:20:31 | +33:54         |
| DNF     | López                   | Rodríguez                  | SEAT 124                 |         |                |
| DNF     | Pérez                   | Rodríguez                  | SEAT 124 2000            |         |                |
| DNF     | Muriana                 | Rodríguez                  | Simca 1100               |         |                |
| DNF     | Vicente                 | Terol                      | SEAT 124                 |         |                |
| DNF     | Dominguez               | Espinosa                   | SEAT 124 1800            |         |                |
| Ret     | Gustavo Trelles         |                            | Renault 5 GT Turbo       |         | Retirado en A1 |
| Fuentes |                         |                            |                          |         |                |